# Herbert Callen
Herbert Bernard Callen (Filadelfia, 1º luglio 1919 – Merion, 22 maggio 1993) è stato un fisico statunitense, specializzato nel campo della termodinamica e della meccanica statistica.
È considerato uno dei fondatori della moderna teoria della termodinamica irreversibile, ed è anche l'autore di un libro di testo sulla termodinamica diventato ormai un classico. Durante la seconda guerra mondiale, fu uno dei tanti fisici coinvolti nella divisione teorica del progetto Manhattan.

## Biografia e ricerche
Nato a Filadelfia, Herbert Callen conseguì il Bachelor of Science nel 1941, e il Master of Arts nel 1942, presso la Temple University. Si trasferì al MIT di Boston per svolgere il dottorato sotto la supervisione di László Tisza, ma i suoi studi universitari furono temporaneamente interrotti dalla partecipazione al Progetto Manhattan presso la Kellex Corporation, e al Progetto Bumblebee presso l'università di Princeton (un progetto della U.S. Navy riguardante missili guidati).  Successivamente completò con successo il suo dottorato nel 1947, con una tesi riguardante le relazioni termoelettriche e termomagnetiche di Kelvin e le relazioni reciproche di Onsager, intitolata On the Theory of Irreversible Processes. Dopo aver conseguito il titolo, Callen rimase un anno presso il Laboratory for Insulation Research del MIT, sviluppando la sua teoria della rottura elettrica per gli isolanti.
Nel 1948 Callen si trasferì presso il Dipartimento di Fisica dell'Università della Pennsylvania, dove divenne professore nel 1956. Il suo lavoro più importante fu probabilmente l'articolo scritto in collaborazione con Theodore A. Welton in cui veniva esposta e dimostrata una prima versione del teorema di fluttuazione-dissipazione, un risultato estremamente generale che descrive come la risposta di un sistema alle perturbazioni sia correlata al suo comportamento all'equilibrio. Questo teorema fondamentale è diventato la base per la meccanica statistica dei processi irreversibili. Callen è stato poi un pioniere dell'uso delle funzioni di Green termodinamiche per il magnetismo, lavorando su problemi a molti corpi che coinvolgono gli operatori di spin.
La prima edizione del suo libro Thermodynamics and an Introduction to Thermostatistics fu pubblicata nel 1960. Esso è incentrato su una rigorosa trattazione assiomatica della termodinamica in cui le funzioni di stato sono le entità fondamentali e i processi, i loro differenziali. I postulati riguardano l'esistenza dell'equilibrio termico e le proprietà della funzione entropia. Da essi si ottengono i fondamenti della termodinamica, che costituiscono i primi otto capitoli. La seconda edizione, molto rivisitata, fu pubblicata nel 1985, e divenne un testo di riferimento molto citato in letteratura.
Callen ricevette una Guggenheim fellowship per l'anno accademico 1972-1973, e nel 1984 la medaglia Elliott Cresson dal Franklin Institute. Andò in pensione nel 1985, e nel 1990 fu nominato membro della National Academy of Science.
Herbert Callen morì nel 1993 a Merion (sobborgo di Filadelfia), per le complicazione della malattia di Alzheimer, di cui soffriva da anni, all'età di 73 anni. Gli sopravvissero sua moglie, Sara Smith, e i loro due figli, Jed e Jill.